# Török Star Wars
A Török Star Wars, eredeti, török nyelvű címén Dünyayı Kurtaran Adam (Az ember, aki megmentette a világot), egy 1982-ben készült török sci-fi, harcművészeti és kalandfilm a forgatókönyvet is író Cüneyt Arkın főszereplésével. A rendező Çetin Inanç volt. Mockbuster műfajú trashfilm, egyike azon számos alkotásnak, amiket az 1970-es és 1980-as évek Törökországában forgattak. Ezeket gyakran nevezik turksploitationnek (az exploitation helyi változataként).

## Technikai és műfaji sajátosságok
A film külföldön kapta a Török Star Wars vagy Török Csillagok háborúja nevet, nem véletlenül: a készítők jó néhány részt egyszerűen plagizáltak a Csillagok háborúja sorozatból, így az Egy új reményből és a A Birodalom visszavágból. Ezek rendszerint űrhajós csatajelenetek voltak. A zene részben az Indiana Jones-filmekből származik, de fölhasználtak még a szovjet és az amerikai űrprogramokról szóló híradófelvételeket is.
A film technikailag silány megvalósítást mutat, bár a Csillagok háborújából átvett jelenetek alighanem szándékosan rossz képaránnyal szerepelnek a filmben, ugyanis a készítők így próbálhatták meg csökkenteni a plágium fölismerhetőségét.
A sci-fi mellett a zombihorror, harcművészeti, fantasy, kaland-, gladiátor- és szuperhősfilm műfaja is megjelenik.

## Alkotója
A főszereplő a török filmvilág kiemelkedő alakja, Cüneyt Arkın, aki karrierje válságos időszakát élte, ezért is játszott számos ilyen trashfilmben (egyeseket ő maga rendezett). Ezek az alkotások a török filmezés válságát is mutatják, amely összefügg az 1970-es évek gazdasági stagnálásával, amikor nem jutott elég tőke a filmiparnak.
Bár Arkın Törökországban a válság előtt készült igényes és remekül kivitelezett (főként történelmi) filmek miatt vált közkedveltté, a külföld mégis a Török Star Wars nyomán ismerte meg a színész nevét.
A Török Star Wars a Csillagok háborúja legismertebb plágiuma. A 2000-es években, amikor más országokban is egyre jobban elterjedt, számos rajongóra tett szert, így egyértelműen kultuszműnek számít a trashfilmek között. Akárcsak Ed Wood és más filmkészítők hasonlóan rossz, de éppen emiatt élvezhetően félresikerült alkotásai.

## Cselekmény
Két űrpilóta, Murat (Cüneyt Arkın) és Ali (Aytekin Akkaya) gépei megsérülnek egy űrben vívott ütközetben, ezért kénytelenek leszállni egy sivatagos bolygón. Ali feltételezi, hogy a bolygót csak nők lakják és némi kaland reményében megfúj egy sípot, hogy magához édesgesse őket. Ekkor csontvázszerű lovasok támadják meg őket, akikkel szemben puszta kézzel vívnak kemény közelharcot. A két férfi emberfeletti erőnléttel bír, ugyanis képesek egész sziklákat összezúzni ütéseikkel.
Muratot és Alit végül elfogják és egy gladiátor-arénába hurcolják. Felbukkan egy mágus is, aki a Földről származik és már legalább 1000 esztendős. Célja a Föld elpusztítása, de az emberi akarat ereje folyton meggátolja ebben (az akaratot a filmben úgy ábrázolják, mint a Halálcsillagot). Egyetlen módja tervét keresztül vinni, ha valamiképp megkerüli e védelmet, méghozzá egy emberi agy felhasználásával.
Murat és Ali megszökik a fogságból és egy barlangvárosban kötnek ki. Itt találkoznak egy szőke asszonnyal, aki ottani gyerekekre ügyel. Murat és közte gyengéd érzelmek szövődnek. Közben megérkeznek a mágus zombijai, akik elfognak néhány gyereket és kiszívják a vérüket, őket is zombivá téve. A mágusnak a gyermekek vére kell ahhoz, hogy halhatatlan maradhasson.
Murat, a társa, a nő és egy gyerek elmenekülnek, majd egy ivóban találják magukat. Itt összeverekednek helyi szörnyekkel, majd a csetepaté után újból megjelenik a mágus, ismét rabságba ejtve őket. A mágus igyekszik rávenni Muratot és Alit, hogy álljanak mellé. Alihoz elküld egy királynőt (Necla Fide), aki megpróbálja elcsábítani. Muratnak felajánlja, hogy a Föld és a csillagok urává teszi, ha segít neki. Ehhez szüksége van egy emberi agyra és az ún. aranyagyra, de Murat visszautasítja, mire a dühös varázsló különböző szörnyeket küld ellene (még múmiákat is). Ali már majdnem átadja magát a királynő csábításának és csókban forrnának össze, de a szörnyetegek őt is megtámadják. Ali védekezik ellenük és a harcban csatlakozik Murathoz.
A küzdelmet végül lézeres robotok döntik el. Ekkor a mágus kínzással próbálkozik, de hiába. Muratot egy hatalmas szörnyeteggel kényszeríti harcba az arénában, ám ő a monstrumot legyőzve a nővel s a gyerekkel elmeneküln. Murat magával viszi az aranyagyat is, míg Ali fogságban marad.
Murat rátalál egy barlangban az ún. 13. klán kardjára, amely kozmikus erővel bír. Legyőzi az őröket (akik nindzsákhoz hasonlítanak), s a fegyver így az övé lesz. Ennek segítségével Murat kiszabadítja Alit, aki ekkor pillanatnyi féltékenységtől fűtve ellene fordul és megszerzi tőle a kardot, sőt az aranyagyat is. A mágus ráveszi Alit: adja át neki a fegyvert, majd szószegű módon mindhármukat foglyul ejti. Ali szökni próbál, de meghal.
Murat a kard és az agy beolvasztásával szupererős csizmát és kesztyűt kovácsol magának, amellyel végleg legyőzi a mágust és szörnyeit. A gonosz mágust keze egyetlen csapásával kettéhasítja. Dolga végeztével Murat hazaindul a Földre.

## A zene
Az Indiana Jones-féle Az elveszett frigyláda fosztogatói zenéje mellett a készítők átvettek zenei alkotásokat a Ben-Hur (a magyar Rózsa Miklós szerzeménye), a Flash Gordon (részben Freddie Mercury-tól), a Holdkelte, vagy A majmok bolygója filmekből is. Felcsendül a filmben továbbá Johann Sebastian Bach Toccatá-jának is egy részlete.

## Fogadtatás
A film, miután nagyon amatőr módon volt kivitelezve, szürreális, silány és kaotikus volt, ráadásul plagizált is, ezért megbukott, majd évekre feledésbe merült. Az idő viszont meghozta neki a népszerűséget és a legjobbnak számító rossz filmek sorába emelkedett.
A Csillagok háborújából átvett jelenetek miatt kapta külföldön a Török Star Wars nevet és ez a cím terjedt el Magyarországon is. A kritikák azonban bírálattal éltek, hogy a rajongók egy ilyen titulust aggattak a filmre. Ellenérve volt a kritikusoknak, hogy a Csillagok háborújának tudományos-fantasztikus témái vannak, ez a film viszont inkább egy harcművészeti fantasy-film, melynek sokkal több közös vonása van az 1970-es évek hongkongi harcművész filmjeivel, semmint a a Csillagok háborújával. Létezik továbbá egy olyan török sci-fi, a Turist Ömer Uzay Yolu'nda, amely lényegében teljesen átvette a Star Trek sorozat számos elemét és teljes külső megjelenését. Viszont ez a filmalkotás már paródia, azonkívül színvonalas vígjátékként jól megállta a helyét. Külföldön ezt a filmet is nevezték Török Star Trek-nek.
2006-ban készült egy folytatás, részben az eredeti szereplőkkel Dünyayı Kurtaran Adam'ın Oğlu (jelentése: Azon ember fia, aki megmentette a Földet) címmel, ami külföldön a Turks in Space (Törökök az űrben) címen fut. A folytatás műfaját tekintve már inkább komédia, az előző film paródiája, azonban a Török Star Wars-nál is színvonaltalanabbra sikerült. A sci-fi témájában azonban törököknek ekkor sikerült egy sokkal jobb, ténylegesen is népszerű és elismert filmet produkálniuk: a 2004-es G.O.R.A. – Támadás egy idegen bolygóról, amely szintén egyfajta filmparódia.
2016-ban felújított változatban, angol felirattal több moziban is bemutatták a Török Star Wars-t Nagy-Britanniában, ahol azóta igen széleskörű rajongói tábora lett, s DVD-n is kiadták
A külföldi rajongók száma szokatlanul magas, sőt egyedülállónak tekinthető, ugyanis a Török Star Wars-t Törökországon kívül hivatalosan soha nem forgalmazták.

## A film kellékei, szerkezete és a bakik
A film története szinte teljesen eltekint a logikai kapcsolatoktól, épp ezért nagyon nehezen követhető és összefüggéstelen. A forgatókönyvet is valószínűleg sebtében állították össze és a vágói technika is kifejezetten kontár (a számos szükségtelen vágás és a hirtelen beillesztett, de nem kifejezetten odaillő konzerv-jelenetek miatt). E film esetében nem beszélhetünk valódi cselekményről vagy valódi konfliktusokról, sem azok megoldódásáról.
Állítólag a készítők egy igényesebb sci-fit próbáltak alkotni, de az erre készült díszletek és jelmezek egy tűzvész miatt odavesztek, ezért hirtelen kellett pótolni őket.
A filmben használt öltözetek rosszízlésű vásári vagy farsangi jelmezekre emlékeztetnek. Sok esetben giccses hatást is keltenek, szürreális mesekönyvekből vett mintákat idézve. Az egyes jelmezes szereplők ördögnek, női rémnek, medvének, majomnak vagy épp kínainak néznek ki. A két főszereplő Murat és Ali az űrhajókban motorkerékpáros sisakot viselnek.
Könnyen észrevehető a filmben, hogy egyetlen helyszínen forgattak majdnem minden jelenetet. Az ivóban zajló verekedés egy valódi italmérő helységben készült, amit egy sziklaüregben alakítottak ki. A falakon láthatók is oszmánkori török muskéták, mint helyi díszitőelemek.
A csontvázharcosok is voltaképpen csak csontokat ábrázoló öltözéket viselő emberek. Egyes szörnyek öltözete plüssállatok ruhaanyagából készült. A kardok, lándzsák és kések kartonból vannak kivágva. Ugyancsak kartonból készült a robotok öltözete is. A speciális effektusok helyet villanófényeket és beillesztett (de szintén amatőr) animációt használtak a készítők. A filmből úgy tűnik, mintha Murat a szuperkardot az élénél fogná, nem a markolatnál.
A gonosz mágus kettéhasítása is elég vicces módon történik: teste kettéválásának pillanatában egy bábu látható, azt követően egy vulkánkitörés képe villan be, majd úgy mutatják a színész testét, hogy a kép egyik fele teljesen el van sötétítve (ezzel próbálva „érzékeltetni” a kettéhasítottság állapotát).
A Csillagok háborújából átvett csatajelenetek is annyira zavarosan vannak a filmben elhelyezve, hogy lényegében nem lehet eligazodni azon, vajon melyik űrhajó melyik oldalon áll. Ugyancsak mellőzi a logikát olyan konzervjelenetek beillesztése, amin ókori egyiptomi hieroglifák és középkori ikonok láthatók, mialatt a narrátor valamilyen történetet mesél.
Cüneyt Arkın rendelkezett ismeretekkel a távol-keleti harcművészeteket (így a japán karatét) illetően, és ezt a tudását több filmben kamatoztatta. Azonban az itt látható permanens harci jelenetek inkább hatnak esetlennek. A szörnyek vágásai és döfései a brutalitás hatását próbálják kelteni, mégis rendkívül tökéletlenek és nevetségesek.

## Pop-kulturális utalások
Nemcsak a Csillagok háborúja, vagy az Indiana Jones, illetve a távol-keleti harcművészfilmek elemei bukkannak fel a filmben, de egy sor egyéb utalás is van korabeli, népszerű filmekre. A szuperkard vagy a gonosz mágus utalás az 1962-es A bűvös kard-ra. A zombivá vált emberek szintén a korban igen divatos zombifilmeket idézik.

## A turksploitation kora
Az 1960-as évektől Európában (főleg Olaszországban és Spanyolországban) rengeteg, a nyugati filmsikereket imitáló, alacsonyköltségvetésű kommerszfilm született. A James Bond, a Superman, a Batman, a Tarzan, a Zorro és egyéb filmeket vagy egy az egyből lekopírozták az ottani készítők, vagy ahhoz igen hasonlatos alakokat hoztak létre. Néhány, eredetileg csak trashfilmnek induló alkotásból végül halhatatlan alműfajok, mint a spagettiwestern alakultak ki.
A nyugati filmsikerek meglovaglásának kísérletei végül elérték Görögországot, majd Törökországot, azután Indiát, Indonéziát, Japánt és Dél-Koreát is. Törökországban is készültek Batman- vagy Superman-filmek, James Bondhoz hasonló kémfilmek, sőt a Cápa-filmekről is rendeztek egy helyi változatot, éppúgy Cüneyt Arkın szereplésével.
Ezek a filmek természetesen messze elmaradnak a színvonal, a technika és egyebek tekintetében az eredeti alkotásoktól. Csupán a helyi, kevésbé igényes nézőközönséget megcélozva próbálnak szert tenni kasszasikerre. Hozzátartozik ehhez, hogy az 1970-es években történt gazdasági nehézségek megingatták a török filmipart és a televízió elterjedése sem kedvezett a szakmának, azért is készítettek kisköltségvetésű filmeket, köztük több száz trashfilmet.
A Török Stars Wars megjelenésekor ez korszak már a végét élte – a török filmipar újból felemelkedőben volt, és egyre több színvonalas filmalkotás készült.